# Vladimir Sachnov
Vladimir Nikolajevitj Sachnov (ryska: Владимир Николаевич Сахнов), född den 25 april 1961 i Kamenka i Aqmola, är en rysk före detta längdåkare som tävlade för Sovjetunionen. Sachnov var aktiv mellan 1983 och 1989. Vid OS i Calgary 1988 var han med i det sovjetiska stafettlag som kom tvåa efter Sverige.
Han har även ett silver från VM 1987 i Oberstdorf, även det i stafett.